# Neometachaeta polita
Neometachaeta polita är en tvåvingeart som beskrevs av Townsend 1915. Neometachaeta polita ingår i släktet Neometachaeta och familjen parasitflugor.
Artens utbredningsområde är Peru. Inga underarter finns listade i Catalogue of Life.